# Tilikum
Tilikum (1981 - SeaWorld Orlando, 6 januari 2017), ook wel Tilly, was een mannetjesorka, die werd gehouden in SeaWorld Orlando. Hij werd in 1983 uit het wild gevangen in Hafnarfjörður, dicht bij Reykjavik. Na een jaar werd hij verkocht aan Sealand of the Pacific, een dolfinarium in South Oak Bay in Brits-Columbia, Canada.
Tilikum was betrokken bij drie opzichzelfstaande dodelijke incidenten met mensen. In 1991 overleed een dolfijnentrainer in het inmiddels gesloten dolfinarium in South Oak Bay na een incident tijdens een show. In 1999 overleed een insluiper in het orkabassin in SeaWorld Orlando na sluitingstijd. In 2010 doodde hij na een show een dolfijnentrainer in SeaWorld Orlando. Het verhaal van Tilikum vormt de rode draad in de documentaire Blackfish uit 2013 van CNN Films.

## Omschrijving
Tilikum was een mannelijke orka van 6,9 meter lang met een gewicht van ca. 5400 kilogram. Zijn borstvinnen waren 2,1 meter lang, zijn staartvin was gevouwen onder zijn lichaam en zijn rugvin, van 2 meter lang, was volledig ingezakt naar links. Het was de grootste orka in gevangenschap.

## Afkomst
Tilikum werd samen met twee andere jonge orka's gevangen toen hij twee jaar oud was met een zegennet, in de fjord Berufjördur in IJsland. Nadat hij bijna een jaar in een betonnen opvangbassin had verbleven, werd hij overgebracht naar Sealand of the Pacific in South Oak Bay in Brits-Columbia in Canada, vlak bij de stad Victoria. Hier kreeg hij de naam Tilikum, dat in het Chinook Jargon van de Pacific Northwest 'vrienden, relaties, stam, natie en gewone mensen' betekent. In Sealand woonde hij samen met twee oudere vrouwtjes, genaamd Haida II en Nootka IV. Tilikum stond onderaan de pikorde. Haida II en Nootka IV gedroegen zich regelmatig agressief naar hem en dwongen hem regelmatig uit het bassin naar het kleinere verzorgingsbad, waar de trainers hem soms ter bescherming vasthielden.

## Eerste dodelijke incident
Op 20 februari 1991 overleed Keltie Byrne na een incident tijdens een show in Sealand. Byrne was een 21-jarige studente maritieme biologie en wedstrijdzwemster, die parttime als dierentrainer werkte bij Sealand. Byrne gleed tijdens een show met een voet weg, raakte uit balans en kwam in het bassin terecht waar Tilikum, Haida II en Nootka IV in zwommen. De drie orka's omsingelden haar, sleepten haar door het bassin en trokken haar onder water. Het lukte haar uiteindelijk de rand van het bassin te bereiken, maar toen ze probeerde uit het bassin te klimmen, trokken de orka's haar gillend weer terug het water in. De andere aanwezige trainers probeerden haar, voor de ogen van het geschokte publiek, te redden, door haar een reddingsboei toe te werpen, maar de orka's zorgden ervoor dat ze die niet kon bereiken. Ze kwam nog driemaal gillend boven water, voor ze verdronk. Het duurde nog enkele uren voor het veilig genoeg was voor de medewerkers om haar lichaam uit het bassin te halen. Tilikum verhuisde naar SeaWorld Orlando in Florida op 9 januari 1992. Sealand of the Pacific sloot kort na het incident zijn deuren.

## Tweede dodelijke incident
In de ochtend van 6 juli 1999 troffen verzorgers bij het betreden van het verblijf het lichaam van een man aan op de rug van Tilikum. Het lichaam bleek Daniel P. Dukes te zijn. Dukes had de dag ervoor SeaWorld bezocht en had zich laten insluiten na sluitingstijd. Hij was vervolgens, door de beveiliging te omzeilen, het orkabassin in gegaan. Uit een autopsie bleek dat hij meerdere beetwonden, kneuzingen en schaafwonden had, die waren veroorzaakt door Tilikum. Als doodsoorzaak werd verdrinking vastgesteld. Uit een toxicologisch onderzoek bleek dat Dukes niet onder invloed was van alcohol of drugs, waardoor de precieze omstandigheden van zijn dood onduidelijk bleven.

## Derde dodelijke incident

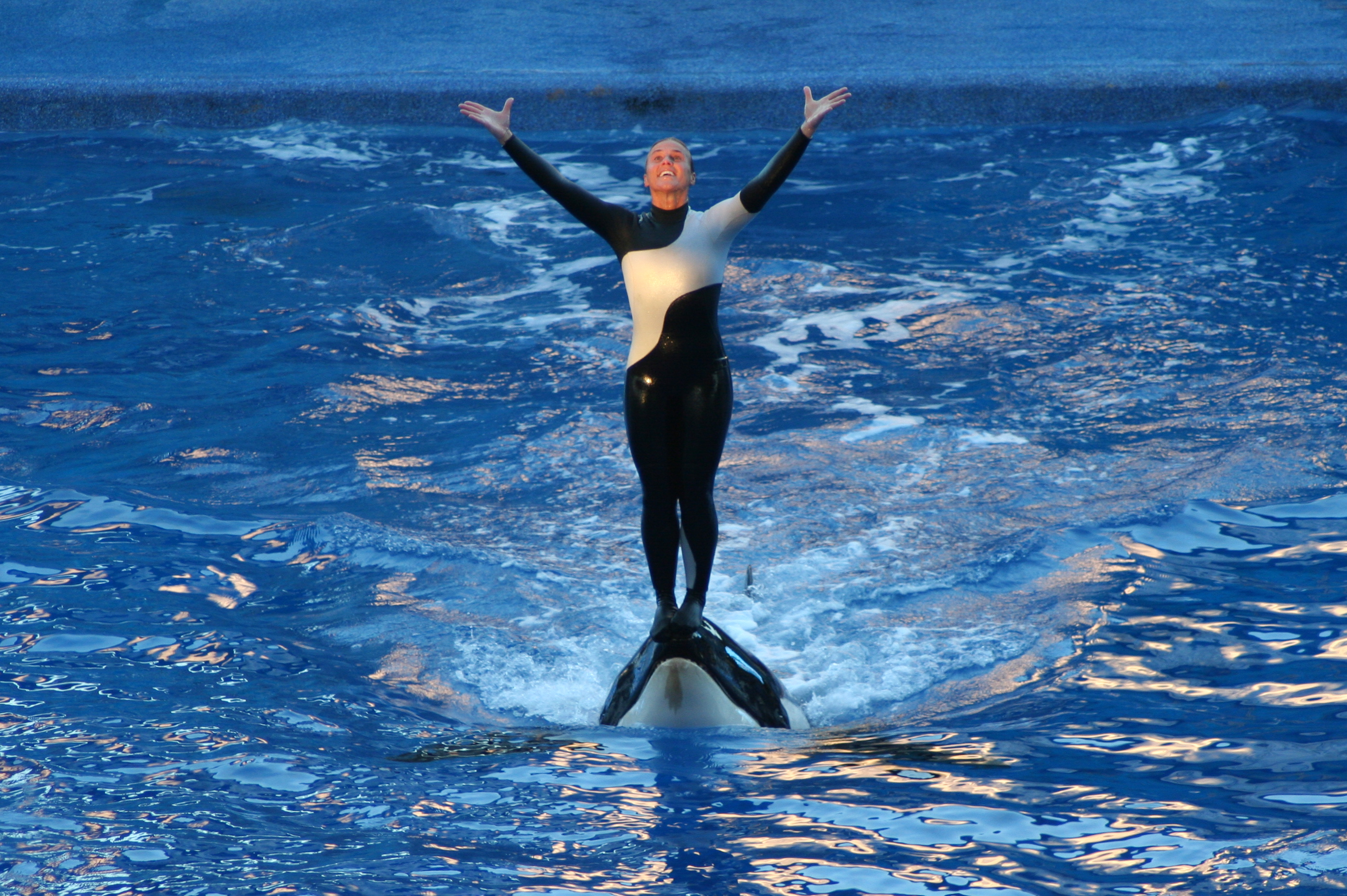
Dawn Brancheau in SeaWorld Orlando in 2006.

Op 24 februari 2010 doodde Tilikum zijn 40-jarige trainster Dawn Brancheau. Het incident gebeurde kort na een Dine-with-Shamu-show, waarbij bezoekers aan de rand van het bassin aan tafels konden dineren, terwijl de orka's werden getraind en gevoerd. Ter afronding van de oefensessie, masseerde Brancheau Tilikums kop aan de rand van het bassin. Zij lag hierbij met de orka in een ondiep gedeelte van het zwembad met een verhoogde bodem op ongeveer 30 centimeter diepte. Ze lag met haar hoofd naast de kop van Tilikum toen de orka plotseling toesloeg en haar het water in trok. Sommige bronnen melden dat zij aan haar paardenstaart gegrepen werd, andere bronnen spreken over haar arm. De actie van de orka was snel en onverwacht. Hij trok de trainster onder water waardoor ze verdronk.
Zeker twaalf kelners zagen het ongeluk gebeuren. Medewerkers gebruikten netten en gooiden voedsel naar de orka om hem af te leiden. Tilikum zwom van het ene naar het andere bassin, terwijl hij Brancheau met zich meesleepte. Uiteindelijk lukte het om de orka naar het kleinere verzorgingsbad te leiden, waar hij tot rust gebracht kon worden. Hier liet Tilikum uiteindelijk Brancheaus lichaam los. Toen de hulpdiensten arriveerden was Brancheau overleden. Het autopsierapport vermeldde dat Brancheau overleden was door verdrinking en onderhuidse kneuzingen. Haar wervelkolom was ontwricht en ze had fracturen aan haar kaak, ribben en halswervels. Haar hoofdhuid was volledig losgetrokken en haar linkerarm was net onder de schouder afgerukt en daarna ingeslikt.

## Na het derde incident

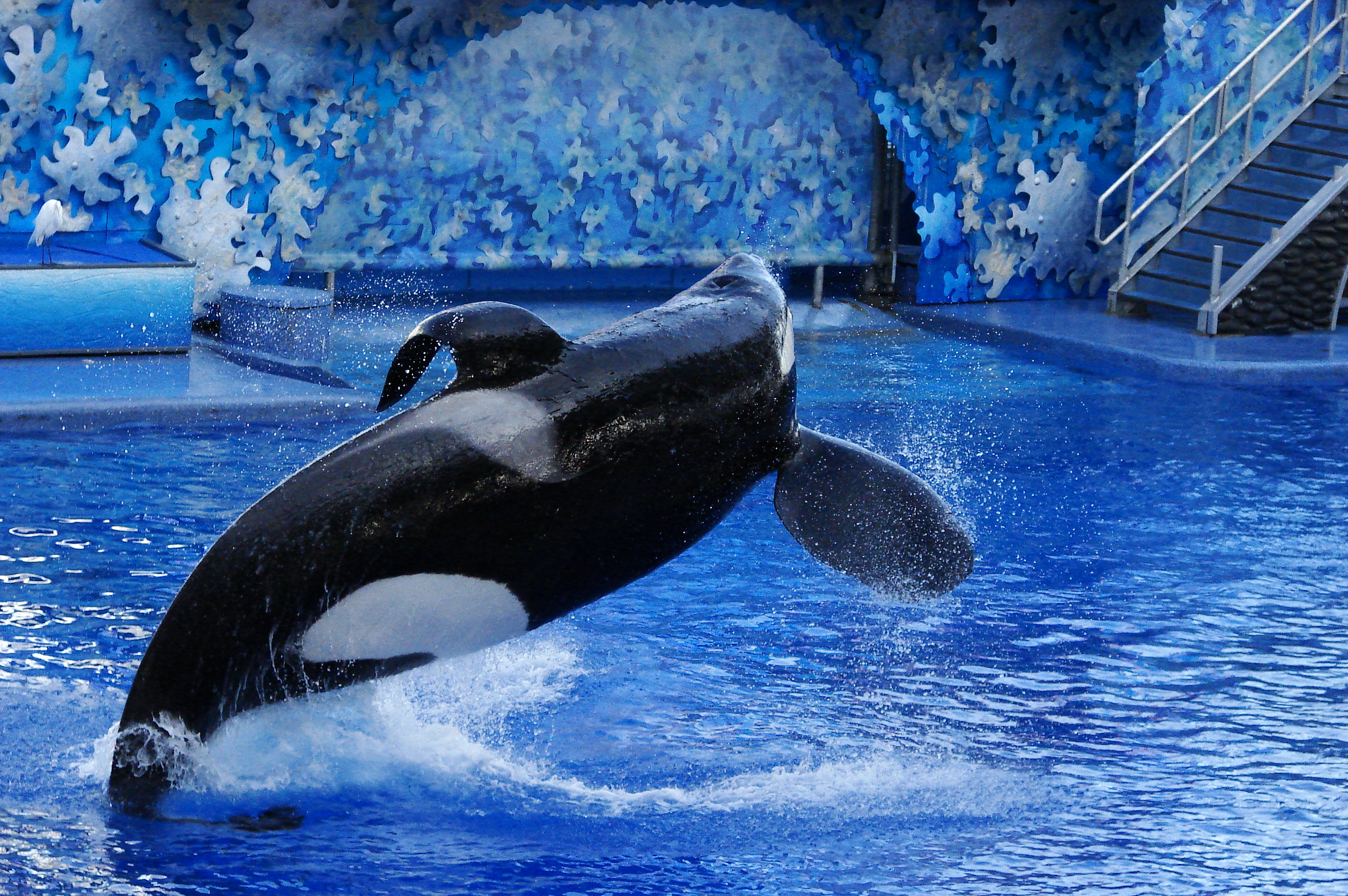
Tilikum in SeaWorld Orlando in 2009.

Ondanks het derde dodelijke incident werd Tilikum wederom ingezet tijdens shows. Op 30 maart 2011 keerde hij terug voor het publiek. Hij werd nu gemasseerd met hogedrukspuiten in plaats van door mensenhanden en er werd gebruikgemaakt van verplaatsbare hekwerken. Tilikum werd meestal ingezet met zijn kleinzoon Trua. Hij werd ook getoond samen met zijn dochter Malia.

## Overlijden
SeaWorld maakte in maart 2016 bekend dat Tilikums gezondheid achteruitging, vermoedelijk vanwege een longontsteking, die veroorzaakt werd door een zeldzame resistente bacterie.
Op 6 januari 2017 overleed Tilikum. Hij was naar schatting 36 jaar oud.

## Nageslacht
Tilikum heeft 21 jongen voortgebracht, waarvan er bij zijn overlijden in 2017 nog 10 in leven waren.

## Blackfish
Het verhaal van Tilikum, en het leven van orka's in gevangenschap in het algemeen, is het onderwerp van de documentaire Blackfish, die in januari 2013 in première ging op het Sundance Film Festival. De film leverde veel controverse tegen het houden van orka's op. In Nederland besteedde het programma Rambam, naar aanleiding van de film, in 2016 aandacht aan misstanden in Dolfinarium Harderwijk.